# Grace Kelly (Lied)
Grace Kelly ist ein Lied des libanesisch-britischen Popsängers Mika aus dem Jahr 2007.

## Entstehung und Veröffentlichung
Das Lied wurde vom Interpreten selbst, zusammen mit den Koautoren Jodi Marr, John Merchant und Dan Warner, getextet beziehungsweise komponiert. Mika zeichnete zudem mit Greg Wells für die Produktion verantwortlich.
Die Erstveröffentlichung von Grace Kelly erfolgte als Single am 16. Januar 2007 bei Casablanca Records. Diese erschien weltweit in verschiedenen CD-Ausführungen, die sich durch die Anzahl und Auswahl der B-Seiten unterscheiden. Am 5. Februar 2007 erschien das Lied als Teil von Mikas Debütalbum Life in Cartoon Motion (Katalognummer: 1717335), dessen zweite Singleauskopplung es ist.

## Inhalt
Im Lied geht es um das lyrische Ich, das vergeblich versucht, es seinem Gegenüber recht machen zu wollen. Es habe versucht, wie Grace Kelly zu sein, die ihm aber zu traurig ausgeschaut hätte. Also habe er es mit Freddie Mercury versucht, dadurch habe er Identitätsprobleme bekommen („I tried to be like Grace Kelly. But all her looks were too sad. So I tried a little Freddie, I've gone identity mad.“).

## Musikvideo
Das dazugehörige Musikvideo verzeichnete bis Juli 2024 über 70 Millionen Aufrufe auf der Videoplattform YouTube.

## Kommerzieller Erfolg

### Chartplatzierungen
| ChartsChartplatzierungen       | Höchstplatzierung | Wochen |
| ------------------------------ | ----------------- | ------ |
| Deutschland (GfK)              | 4 (23 Wo.)        | 23     |
| Österreich (Ö3)                | 3 (37 Wo.)        | 37     |
| Schweiz (IFPI)                 | 2 (39 Wo.)        | 39     |
| Vereinigte Staaten (Billboard) | 57 (14 Wo.)       | 14     |
| Vereinigtes Königreich (OCC)   | 1 (49 Wo.)        | 49     |

| ChartsJahrescharts (2007)    | Platzierung |
| ---------------------------- | ----------- |
| Deutschland (GfK)            | 21          |
| Österreich (Ö3)              | 7           |
| Schweiz (IFPI)               | 5           |
| Vereinigtes Königreich (OCC) | 3           |

### Auszeichnungen für Musikverkäufe
| Land/Region                  | Auszeichnungen für Musikverkäufe (Land/Region, Auszeichnung, Verkäufe) | Verkäufe  |
| ---------------------------- | ---------------------------------------------------------------------- | --------- |
| Australien (ARIA)            | Platin                                                                 | 70.000    |
| Belgien (BRMA)               | Platin                                                                 | 50.000    |
| Dänemark (IFPI)              | Platin                                                                 | 15.000    |
| Deutschland (BVMI)           | Gold                                                                   | 150.000   |
| Italien (FIMI)               | Platin                                                                 | 85.500    |
| Neuseeland (RMNZ)            | 2× Platin                                                              | 60.000    |
| Schweden (IFPI)              | Gold                                                                   | 10.000    |
| Schweiz (IFPI)               | Gold                                                                   | 15.000    |
| Spanien (Promusicae)         | Gold                                                                   | 30.000    |
| Vereinigte Staaten (RIAA)    | Gold                                                                   | 500.000   |
| Vereinigtes Königreich (BPI) | 3× Platin                                                              | 1.800.000 |
| Insgesamt                    | 5× Gold · 9× Platin ·                                                  | 2.785.500 |

Hauptartikel: Mika (Musiker)/Auszeichnungen für Musikverkäufe